# FC Britannia XI
FC Britannia XI ist ein Amateur-Fußballverein aus Gibraltar. Er spielt in der Gibraltar Division 2.

## Geschichte
Der Verein wurde 1907 unter dem Namen Britannia FC gegründet. Unter diesem Namen konnte der Verein 14 Meisterschaften gewinnen. Im Jahre 2009 wurde der Verein in FC Britannia XI umbenannt. In der Saison 2013/14 gewann der Verein die Meisterschaft in der Gibraltar Division 2 und kehrte in die höchste Spielklasse Gibraltars zurück. 

## Erfolge
- Meisterschaften (14): 1908, 1912, 1913, 1918, 1920, 1937, 1941, 1955, 1956, 1957, 1958, 1959, 1961, 1963
- Pokalerfolge (3): 1937, 1940, 1948
- Gibraltar Division 2 (1): 2014